# La Torre
La Torre – gmina w Hiszpanii, w prowincji Ávila, w Kastylii i León, o powierzchni 58,41 km². W 2011 roku gmina liczyła 272 mieszkańców.